# 安娜 (迪士尼)
安娜（英語：Anna）是華特迪士尼影業第53部經典動畫長片，以及其續集《冰雪奇緣2》（第58部）中的女主角之一，由演員擔任主要配音，片頭5歲時的安娜分別由李薇·司徒本萊奇（Livvy Stubenrauch）和凱蒂·洛佩茲（Katie Lopez）擔任配音和配唱，阿嘉莎·李·夢（Agatha Lee Monn）則負責為9歲時的安娜配音。角色創造者為該片的兩位導演克里斯·巴克及珍妮佛·李。
安娜的人物原型是丹麥作家安徒生童話《冰雪女王》中的角色「歌爾達」（Gerda）。而在迪士尼的版本中，她被設定為北歐虛構王國「艾倫戴爾」（Arendelle）的二公主、也是長公主艾莎的親妹妹，性格樂觀開朗。當艾莎在自己的登基大典當晚不慎使王國陷入冰封、並且在恐慌下逃亡到山中後，安娜無畏地踏上危機重重的路途、一心想將艾莎帶回，以拯救國家和自己的姊姊，同時在冒險過程和採冰人克里斯多夫患難見真情。 而在《冰雪奇緣2》中，姊姊艾莎在魔法森林中她找到自己的歸屬成為了魔法森林的女王，自己更是接受戀人克里斯多夫的求婚，繼承了姊姊的王位成為艾倫戴爾新的女王。姊妹兩人合起來就是第五靈，在人界與魔法森林各自成為橋梁的兩端，彼此掌管父親與母親的國度。
安娜在迪士尼對《冰雪女王》的改編計畫中，曾因為安徒生原著中各人物的關係和歌爾達的角色設定，而難以改編成長篇動畫人物，包括華特·迪士尼在內的多位動畫師都無法克服此難關。直到編劇組將歌爾達和冰雪女王設定為姊妹後，才建立了更富動態的角色關係，也使得安娜此一角色得以形塑。
安娜一角在《冰雪奇緣》上映後廣受許多評論的讚賞，評論中多對其充滿堅定決心和熱情的人格表示推崇，而克莉絲汀·貝爾替安娜配音的表現也連帶地得到影評界數位人士的肯定。

## 角色

### 緣起與簡介

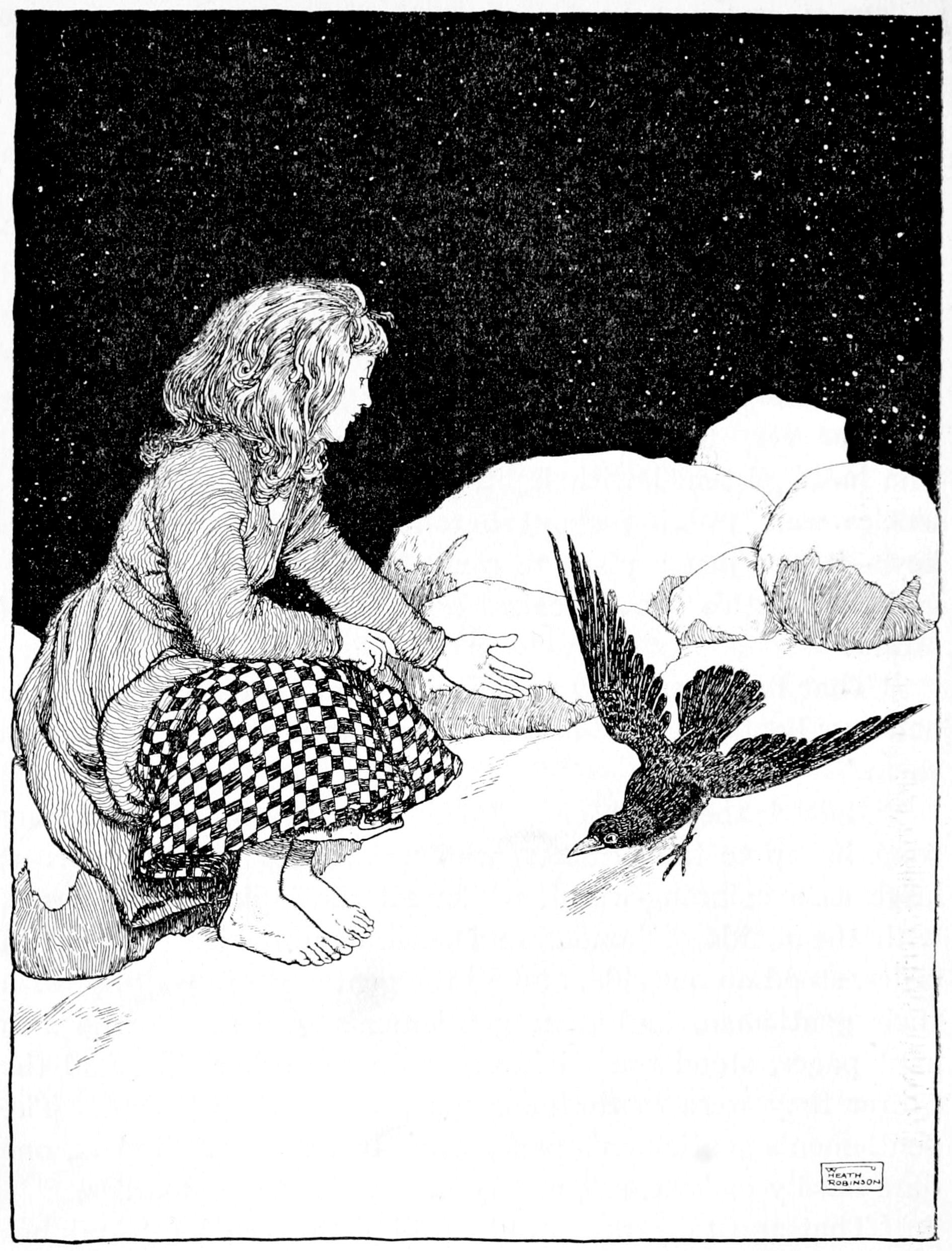
安徒生筆下角色「歌爾達」的插畫，她在後來成為了安娜的人物藍本。

早在1943年，華特·迪士尼早有意與塞繆·戈溫合作、將丹麥童話作家安徒生的作品「冰雪女王」改編成為動畫長片。「冰雪女王」中的兩個主要角色為歌爾達（Gerda）和凱伊（Kai），前者後來成為安娜的角色原型。但是在創作過程中，由於故事內容和冰雪女王的角色設定遇到了諸多挑戰，以致於迪士尼很難將之改編為令人滿意的作品，當中最明顯的問題為原作中的主要角色之間缺少足夠的互動，例如歌爾達進入冰雪女王的宮殿、並以眼淚拯救了心被冰封的凱伊時，冰雪女王已消失無蹤。這些對迪士尼而言並不足以改編出一部動畫長片。
繼迪士尼本人後，多位動畫界人士亦投入了冰雪女王的製作計畫，當中包括保羅與蓋坦·布里兹兄弟、迪克·宗達格（Dick Zondag）、葛連·基恩及戴夫·高兹（Dave Goetz）等，但最後都無人能成功。2008年時，克里斯·巴克向迪士尼提出了冰雪女王的改編計畫，預計製作成名為「安娜和冰雪女王」 （Anna and the Snow Queen）的傳統動畫片。好景不常，改編工作在2010年初遇到了相同的問題，而使得整個計畫再度被迫擱置。但是隨著《魔发奇缘》在2010及2011年之後大獲成功，迪士尼再次宣布了冰雪女王的改編計畫，任命彼得·德維寇和約翰·拉薩特為專案製作人，並將影片更為今名，預定在2013年11月27日上映。隨著計畫的起死回生，巴克和他的團隊必須解決人物設定這項挑戰。導演珍妮佛·李表示「原著中的議題對我們來說是個太象徵化的故事，很難表達得具體。而電影就是個具體的東西，你需要轉譯它」。
當劇本交到了約翰·拉薩特手上後，他隨即召開了一場會議，請製作團隊聽聽他的想法。拉薩特當時說“你們刻劃得還不夠深入”。雖然他認為巴克的最後一個版本相當輕鬆有趣，但也表示角色還不足以使人引起共鳴、不夠多面向，觀眾會無法對角色們有深刻感受。在那時劇本中總共有三個主要角色：安娜、冰雪女王艾莎，以及以凱伊為藍本的阿克（Kristoff），但是角色之間的互動不夠緊密。之後編劇組中有人提出了一個建議——讓艾莎和安娜成為姐妹。這成為一道突破點，並解決了長久以來的問題，珍妮佛·李說該項建議「非常戲劇性地改變了整個故事」，又解釋這樣的選擇將原始版本中的光明與黑暗之爭，轉化為愛和恐懼的衝突。巴克表示當時的故事稿還保有了原著架構中的基本元素、和歌爾達一角身上的基本特質。他談及自己的版本與原著間的相似之處時說道：「（歌爾達）絕不放棄尋找自己的青梅竹馬凱伊...她不是超級英雄之類的大人物，但她有的就是愛，而愛最後會戰勝恐懼」。

### 配音

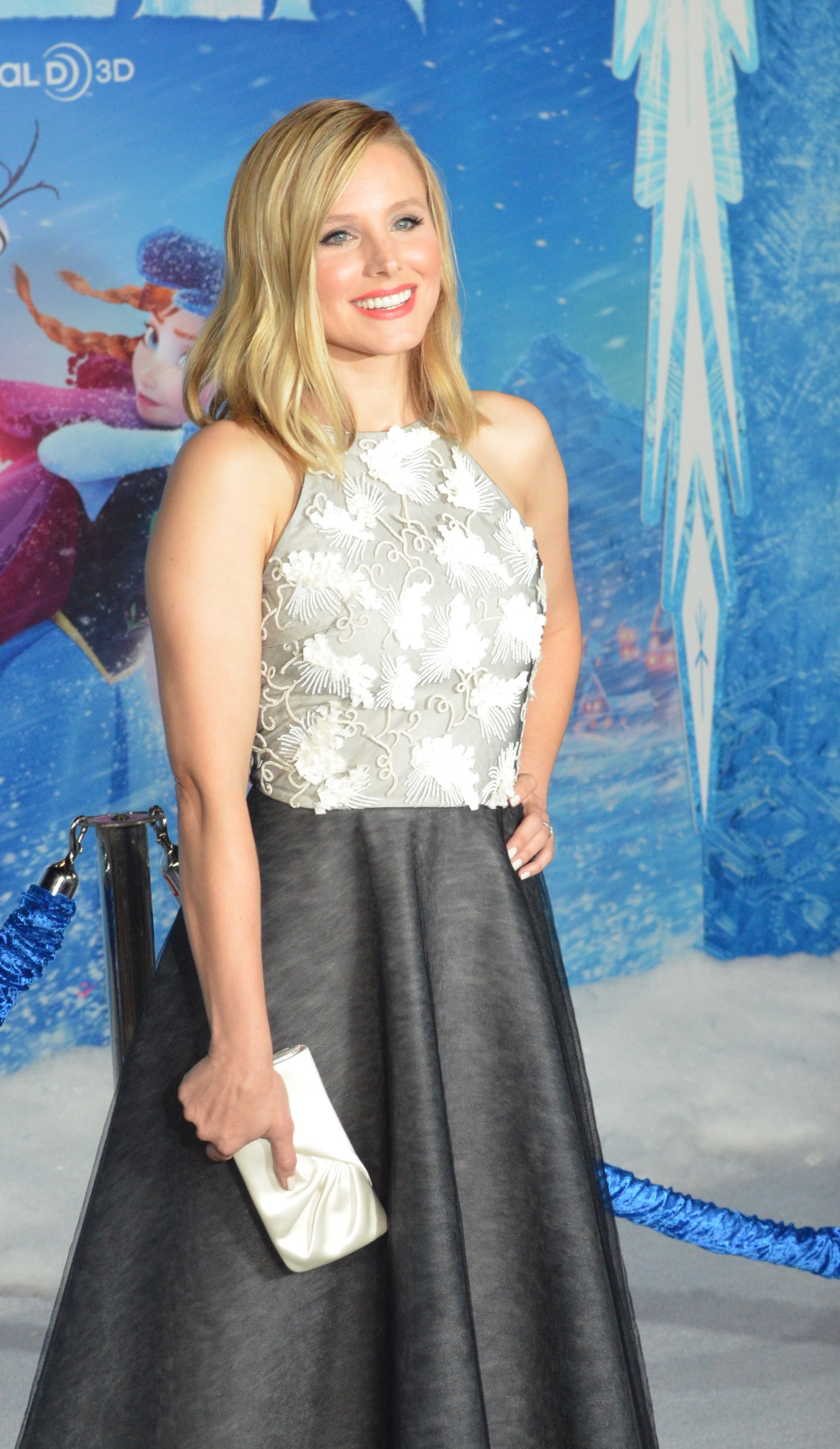
为安娜配音的克莉絲汀·貝爾

在2012年5月5號時，選中了演員克莉絲汀·貝爾來擔任安娜成年時的配音員，李薇·司徒本萊奇負責配音5歲時的安娜，而在歌曲《你要雪人砌幾呎高》中，分別由凱蒂·洛佩茲（配樂創作師勞勃·羅培茲夫婦的女兒）替9歲時的安娜配唱、阿嘉莎·李·夢（導演珍妮佛·李的女兒）替青少女時期的安娜配唱。珍妮佛·李解釋這種安排的考量是「我們想要用這首曲子的前兩段歌來向觀眾展現安娜的性格，並且是用真實的孩童配音，而不是採用比較職業化的百老匯兒童配音」。替安娜配音的克莉絲汀·貝爾和艾莎的配音者——伊迪娜·曼佐均曾參加《魔髮奇緣》角色「樂佩」的面試，兩人在當時就認識了彼此，但她們都沒有獲得此角的配音機會。
談到自己獲得演出機會時的感想，克莉絲汀·貝爾解釋道「我從很小的時候，就一直夢想能加入迪士尼動畫電影的製作，這也是我當初給自己設定的第一個目標，在那時候看來卻是多麼的遙不可及」。因此，貝爾表示她在發現自己雀屏中選、成為安娜的配音者時，當下的反應是「雀躍不已」。導演珍妮佛·李承認貝爾會中選，有一部分是因為《冰雪奇緣》製作團隊聽了她小時候演唱《小美人魚》片中曲的錄音，進而影響了他們任用貝爾的決定。李表示，假如沒有這些錄音，會很難去找到安娜的配音人選。
巴克和李兩位導演也對貝爾與曼佐之間的相處印象深刻，巴克表示「在製片初期的一次劇本朗讀中，克莉絲汀·貝爾和伊迪娜·曼佐對唱了一段歌謠，兩人都在歌聲裡注入豐富情感，讓每一個在場的人都忍不住落下了眼淚」「這不單表示他們的歌聲配在一起是多麼完美，更彰顯了音樂在片中會帶來的力量」。然而，貝爾在與曼佐一起錄音時，並非全然地有信心，她形容自己及曼佐搭檔、共事時的經驗「讓人緊張兮兮」，兩人曾在曼佐家裡一起排練一首歌《翼下之風》（Wind Beneath My Wings），貝爾對曼佐那次的強力歌喉讚不絕口。提到自己在片中所唱的曲子時，貝爾讚道「我們唱的都是洛佩茲夫婦寫的動聽歌曲，他們還創作過《摩門經》（百老匯音樂劇）呢，所以這些音樂都很有趣、很好聽，能與他們工作很令人驚豔」。
導演珍妮佛·李深信克莉絲汀·貝爾就是詮釋安娜的不二人選。她說「我們（在面試時）聽到她的聲音，而不知道她曾受過正規訓練，這真的是一個完美驚喜。而且她擁有的聲音是如此溫和甜美，我們希望安娜能具有的條件，她樣樣不缺」。另一位導演巴克評論道「克莉絲汀·貝爾正是我們第一位選中的人物，我們面試過很多人來尋找安娜的配音者，但是她就這樣脫穎而出了，一開始我們就很喜歡她，而且在某種程度上可以說她變成了安娜、安娜也變成了她，我已分不清誰是誰了」。伊迪娜·曼佐同樣對於自己這位搭檔的歌唱功力大感驚訝，她說「我都不知道她能夠唱的這麼棒，我必須常常告訴她這件事情，因為她都不跟別人說！她總是對此保持低調」。與丈夫搭擋、替《冰雪奇緣》配樂的作曲師克莉絲汀·安德森-羅培茲亦稱讚貝爾很快就能對他們的構思融會貫通，還表示若是自己可以的話，就會與她「一輩子」繼續合作下去。安娜的動畫師貝琪·布里斯（Becky Bresee）也評論說貝爾的嗓音「恰到好處」。
在整個動畫製作過程中，貝爾和曼佐必須做多次錄音和重複錄音的動作，並且在替兩姊妹關鍵的情感對戲配音時，需要一起到同個錄音室內進行。製片人德維寇表示「我們讓克莉斯汀和伊迪娜在一起唱歌。由於兩人在片中就有一段對唱，因而將歌曲提升到另一個層次」。巴克後來也都盡可能地讓她倆待在一起，以在兩人之間增添真摯而絕妙的交流，也令她們實地進行互動。貝爾份內的錄音是在她懷孕時完成的，而她在生產完後因為嗓音變低，而必須回來補做某些台詞的重錄。在看完影片成品後，貝爾形容她自己的表現「感覺有點酷、卻又有點古怪，還有些不太現實或不調和的感覺」，但她也表示，自己對於安娜最終的樣貌符合了「導演對她的表現所下的要求」而感到無比光榮。

### 設計和角色刻畫
相對於原本的故事，安娜的角色屬性和動畫劇情都做了不小的改變，最明顯的一點就讓她成為了冰雪女王的妹妹。導演珍妮佛·李談到動畫角色的製作過程時，說道「雖然安娜這個角色現在是這麼的棒，但是我們當初設計她時也歷經了一段不短的拉鋸苦戰，有些元素還是直至最後才決定追加到安娜身上的，我們甚至要為此修改掉某些已經做好的動畫來予以配合」。貝爾形容安娜這個角色「沒有完美的儀態，但卻是有著堅強決心的大好人」。李也補充道「安娜並不具有什麼特殊能力，但她就是那種能做出非凡之舉的平凡人」，相對於姐姐艾莎所代表的恐懼，安娜自己象徵的則是愛，並擁有著樂觀的個性和一顆不凡的心靈。導演巴克後來也表示「（安娜的）絕密武器就是愛」，總編劇保羅·布利格（Paul Briggs）則說安娜是「一位願意陪在你身邊、或是願意為了正確之事挺身而出的角色，她姐姐與生俱來的超能力形塑出了一個她所不屬於的世界」。在2013年7月時，迪士尼為安娜發布的角色簡介如下：
安娜的膽大多過於優雅，有時也會不假思索就付諸行動，但她也是你所能見過最樂觀、最替人著想的女孩，她渴望能與艾莎重拾兒時有過的親密情誼。當艾莎不小心使艾倫戴爾王國陷入永久寒冬時，安娜踏上了危險的旅程去挽回大局。僅以一顆無畏之心、永不放棄的態度及對他人的善意當武器的安娜，決心要拯救國家和自己的親人。
為了找到一個能理解、發展好自己角色的人選，而且能在之後將此傳達給製作團隊，導演和編劇決定替各個角色指派動畫總監。第一任角色設計師貝琪·布里斯原先擔任艾莎的角色動畫總監，她談到她的工作就是讓角色們「讓人更感同身受」，為了達成這個目標，在動畫中他們設計了數個安娜和阿克之間的細膩互動片段，每個版本都讓這些角色的刻畫在觀眾眼中越見鮮明。布里斯解釋道「像安娜其實就有些容易緊張和小焦慮，那麼我就必須把這些細節巧妙放進動畫裡，讓觀眾們能理解」。
貝爾表示一開始的安娜被描寫的比較平庸而普通，「以我的話來講，她在一開始的劇本中就是有些拘謹，而且女孩子氣過重」，而她覺得這樣的設計並不吸引人。貝爾承認自己一直以來都想加入迪士尼動畫的陣容，但是她「想當的是一個比較與眾不同的公主」、「比一般公主更笨拙」，而不像某些優雅或談吐合宜的淑女。當她負責擔當安娜這角色時，便向導演提出了很多建議，導演不但對此表示認可、也容許演員將這些角色形塑成自己想要的樣子，好讓角色更顯得真實。貝爾為安娜做了幾個特別變動，將自己的個人特質注入到安娜的性格中，使她成為更加具體化的女主角，並且受到導演的全力支持。她將安娜第一次與鄰國王子漢斯撞在一起的場景形容為「一個典型的迪士尼片刻」，雙方不小心在肢體上接觸過近，之後又發現自己對對方萌生出愛意。貝爾希望安娜那時說出的台詞，能更貼近自己現實中碰到類似情形時所會出現的反應，例如「語無倫次」等狀況。貝爾表示「我可能會這樣說吧：『這太糗了，不是說你糗啦，只有我糗。你看起來好可口啊。等等——我在說什麼？』」，話就這樣不假思索的直接脫口而出，她總要急忙把這些收回」。另一個例子是安娜帶著滿臉口水睡醒的情景，貝爾「還希望能讓頭髮垂到自己的嘴裡」，而這也是她自己在生活中的經驗。她說「有時我就像安娜那樣起床，然後發現嘴裡都是髮絲，害人開始咳嗽。動畫師們總能理解我想要代入的情景，能有這種現實中的情景出現確實很酷，而且有趣多了，而不是那種連睫毛膏都已經塗好的完美晨起」。此外，安娜在片中的呼氣聲，或者是到處跑跳的模樣也都有從貝爾的生活中取得靈感，而她在配音期間錄下的影帶中常出現咬唇、撅嘴等微小動作，動畫師們也將這些添加到片中的安娜身上。根據導演珍妮佛·李的說法，安娜是個有些小毛病的姑娘。她解釋：「安娜並不完美，但我就愛她這點」。
問及安娜最大的魅力時，貝爾回答「大概就是她那真摯的誠意以及樂觀的心性吧。安娜總是那麼地不做作、真誠、樂觀正向，而且永保樂觀的人是最吸引人的，比那些總是懷著壞心情的人有魅力多啦」。她也解釋說自己為何覺得安娜這角色很可愛，她說「故事一開始時的安娜沒有任何朋友，她的生活不允許自己擁有完整的王國，所以她到處跑跳著，只因為她滿心都想要交朋友」。貝爾形容《冰雪奇緣》對迪士尼動畫作品來說是「另外一個重大的轉捩點」，因為這部片描述的愛，是兄弟姐妹間的親情，而非男女之間的戀情。她說「安娜渴望能擁有世界、也希望去探索，但她同時一樣想好好培養自己與身邊每個人的感情，尤其是與親人的感情」「這對於迪士尼動畫來說是非常突破傳統的」。
導演克里斯·巴克在檢視貝爾對安娜的角色性格造成的影響時，表示她的個性既有趣又充滿了活力。「原本我們已設定出安娜這個角色，但克莉絲汀加入後還讓她變得更加有趣和迷人，對一個3D動畫人物而言也更加逼真」，他還承認自己「深深被（貝爾的）嗓音和精神迷上了」，另一位導演珍妮佛·李則表示自己也很喜歡貝爾，並補充說「她是位很好的合作對象」。洛佩茲夫婦同樣談到他們在為安娜譜寫歌曲的過程中，「越和克莉絲汀·貝爾共事，受到她的影響就越多」，他們很快就理解了安娜這個角色，因為她就是克莉絲汀·貝爾。

#### 角色主題曲
在羅培茲夫妻忙於創作配樂、用以呈現劇中安娜的內心情感時，安娜在《想不想要做個雪人》（Do You Want to Build a Snowman?）一曲中被姐姐關在門外的場景最讓兩人觸動。安德森-羅培茲表示：「一個在童年裡吃盡了閉門羹的小女孩、老是眼睜睜看著房間當著自己的面關上...還有什麼能比這更讓人揪心的呢？」、「所以我們得對安娜的情緒加以挖掘，需要更了解她，呈現出這位樂天憨直的姑娘在生命中所失去的一切。姐妹倆分隔在房門兩端的那一刻，是全片中最打動人心的橋段了」。
由於製片團隊將艾莎的加冕日視為安娜人生中的一個新開始，因此編劇組也希望以一首角色主題曲來帶出長大後的安娜，但這到後來卻演變成一項高而難攀的目標。安德森-羅培茲解釋道：「這首歌中要出場的安娜得是開朗、活潑的，但又不可太脫出劇情的架構」。最後在編劇室的一場會議中，有人提倡以《前所未有的感覺》（For the First Time in Forever）兼作新歌名和劇情轉折點的概念，不但解決了困境，更深得迪士尼音樂部總裁克理斯·蒙坦（Chris Montan）的心。蒙坦表示：「就是這了！這就是安娜的曲子啊！」、「正是這一刻、『在這前所未有的感覺中，我就要發現心上人、就要活出自己了』，這實在讓人振奮」。

#### 藝術設計

安娜在片中的服飾，由左至右為晚宴服、冬季旅行裝、夏季便裝。

安娜在片中的服裝設計是參考了挪威服飾風格的研究，負責視覺研發的概念插圖藝術家布蘭妮·李（Brittney Lee）和其團隊就依據這些研究結果，知道他們該為安娜的服裝引入什麼素材，導演珍妮佛·李創造了一系列帶有歡樂感的戲中服飾，並融入特殊的花卉圖案和飽和的用色，以準確映照出安娜的人格特質，動畫師也考慮到安娜家鄉的天氣，為安娜的服飾設計了厚重的布料以及天鵝絨，對應斯堪地納維亞地區的傳統冬服，又為服裝加了褶裙等細部設計，好讓肢體活動更加方便，進而使角色能在全片中都能隨心所欲地行動自如。而為了深化片中的文化元素，團隊在片中每位角色的衣服上融入了挪威民俗彩繪「樂斯梅林」風格的裝飾。安娜和艾莎兩個角色都擁有大量且樣式繁多的衣裝，服飾層次也是前所未有的。當角色於雪地裡活動時，必須內穿襯衣、外著披肩，布蘭妮·李解釋說「這層層服飾都經過精心設計」。

## 評價與獲獎
娛樂網的麥特·郭德堡（Matt Goldberg）將安娜評為一位「時而可愛、時而鬱悶、時而古怪、時而膽大，但又從不顯得違和或不協調」的角色。華盛頓特區《基督郵報》的艾瑪·昆斯（Emma Koonse）認為艾莎與安娜這對姊妹是「目前迪士尼最可愛也最有魅力的角色」，《聖荷西信使報》的東尼·希克斯（Tony Hicks）認為安娜和艾莎在電影前段都描述為摯愛彼此，而且「當艾莎將自己與世界——包含自己的妹妹——隔離開來時，安娜的困惑和艾莎內心的痛苦都相當引人入勝」。《第一邮报》的迪潘加納·帕爾（Deepanjana Pal）評論說安娜「是個需要長大的小朋友，而她也確實隨著劇情的進展而長大了」。《華爾街日報》認為安娜這個角色因為「內如其表地具有自由不拘的精神」而顯得更加討喜。加州《海岸新聞》的諾亞·李（Noah Lee）表示自己深受安娜和艾莎這對姐妹打動，並讚道「安娜的壯舉和艾莎面臨過的磨難從未讓我失去興致」。社區報業集團的評論員崔維茲·賓恩（Travis Bean）則聚焦於孩童能從片中獲得的啟示，他說「當安娜翻山越嶺、突入艾莎的冰宮城牆，並證明愛能戰勝所有恐懼時，孩子們能為她大聲喝采」。《多倫多星報》的影評琳達·巴納德（Linda Barnard）形容這對姐妹為「動人的女角」，並特別讚揚了安娜趣味橫生的性格和剛強的意志。影評員莎賓娜·伊巴拉（Sabina Ibarra）也稱讚導演精心催生出兩位「無論是單獨存在，或是像影片中那樣連袂出場時」都栩栩如生的姑娘。
克莉絲汀·貝爾也因為她飾演安娜的表現而獲得讚美。新聞網「虎之眼」（Eye of the Tiger）的米雪閻（Michelle Im）形容安娜「生動而活潑」並稱讚貝爾「不僅能在歌中掌握好各種抑揚頓挫和音符，而且確實以自己的本色唱出這些」。《海岸新聞》影評也稱貝爾因為將活潑的感情注入到安娜那一片有著好心腸，卻偶爾顯得笨拙的個性之中，而「拿下好成績」。「評論網」的辛納德（Cinenerd）表示貝爾和曼佐「在《放開手》（Let It Go）和《前所未有的感覺》兩首歌中傾心掏肺地唱出了情感」。《科羅拉多泉報》的柯林·柯佛特（Colin Covert）認為貝爾的表現是「完好無暇的演出」 。麥特·郭德堡則在評論安娜與姐姐之間的關係時寫道「《冰雪奇緣》值得人喜歡的地方很多，但當中最大的賣點就是強調了（安娜）與艾莎之間的關係。雖然安娜依然醉心於俊俏的漢斯、還與邋遢的阿克之間有來電，不過她最大的愛還是給予姐姐的。艾莎已經被嚇壞了，而且還感到滿心罪惡，這種著墨於姐妹之間情感失和的詮釋相當新奇。安娜擁有四射的活力和熱情，我們希望她能將這些感染給艾莎」。波士頓學院學生報《頂峰報》的影評麥德蓮娜·拉克威茲（Magdalena Lachowicz）表示「劇情的安排是引導觀眾思考『真愛之吻』這回事——也就是安娜所在尋覓的事物。尋姐旅程讓她步入一段艱難的探險，而她從中了解了犧牲與愛」。
然而，米雪閻亦在「虎之眼」新聞網的影評中，將安娜對一名王子陷入的快速熱戀，評論為其角色性格中唯一的重大進展，並對此表示「失望」。《衛報》的安娜·史密斯（Anna Smith）也表示自己不喜歡讓安娜畫得像傳統迪士尼公主一樣，身材纖細、眼睛又過大。
2013年12月，安娜經女性電影記者聯盟提名為最佳動畫女角，並於數週後入選，但與她一起獲得提名的艾莎卻未取得資格。

## 登場

### 相關商品

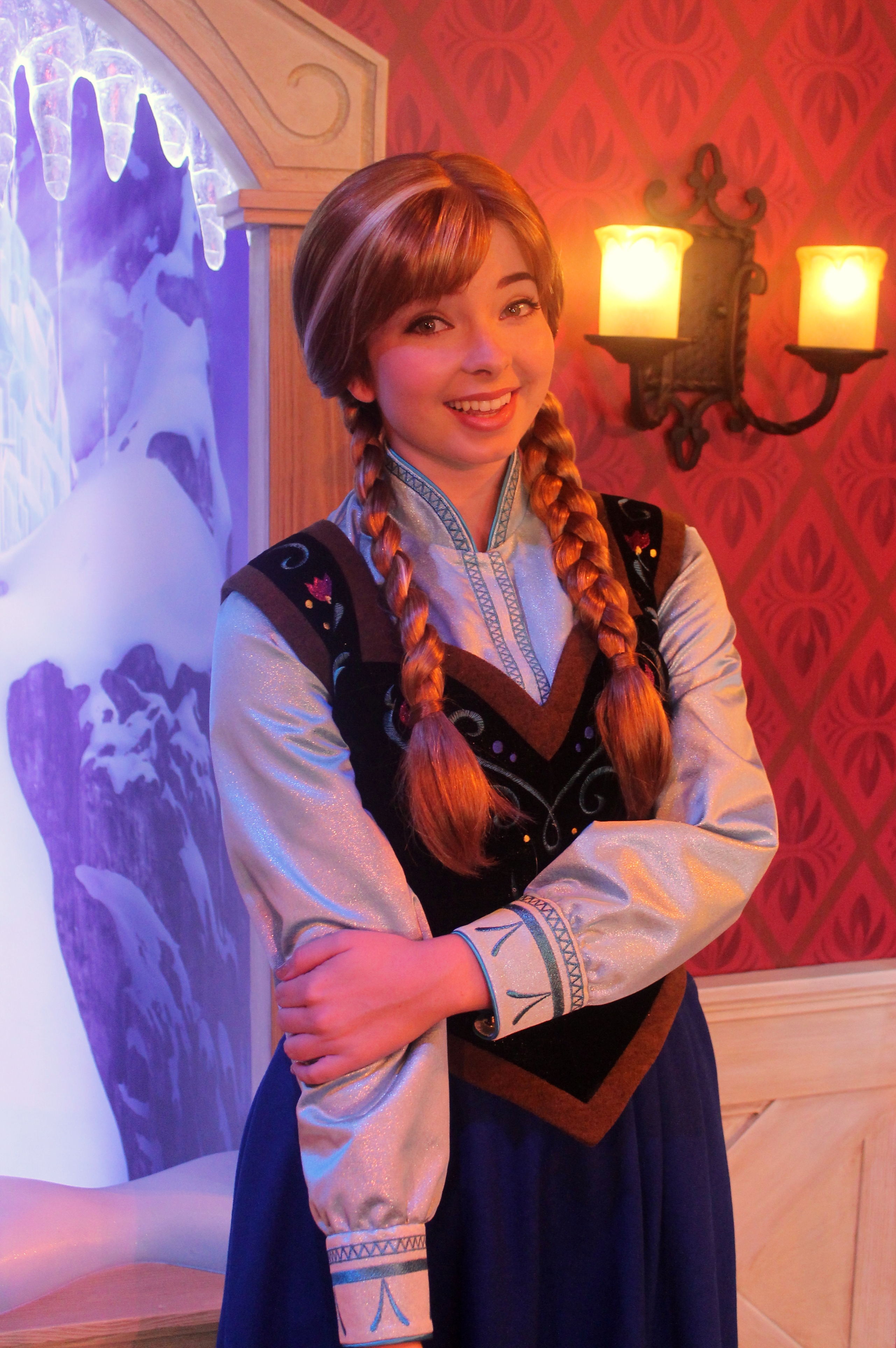
迪士尼樂園內由真人扮演的安娜

安娜與艾莎都在迪士尼官方的安排下，準備正式列入迪士尼公主的行列中，並發行了以少女為目標客群的玩具、影音光碟、電玩遊戲及服裝等週邊商品。2013年11月6日，迪士尼消費品部開始透過迪士尼商店及其他零售商推出一系列安娜商品。安娜造型的玩偶當中又分為時尚玩偶、袖珍型玩偶、絨毛玩偶、嬰兒版安娜娃娃和音樂玩偶（Musical Magic Elsa and Anna Dolls），買家可觸碰音樂玩偶的手掌部分，使其播放電影中該角色所唱的歌曲，安娜在片中穿的靴子、服裝，或是印有安娜圖案的睡衣、餐具、馬克杯或拉桿式行李箱等。此外，安娜在將電影情節的精簡版故事產品中也有登場，包括有聲書、劇照投影片，以及一套由本片視效開發師布蘭妮·李親自繪製的彩色繪本《一個更像我的姐妹》（A Sister More Like Me）。動作冒險遊戲「迪士尼無限世界」裡也將安娜設定為可操縱角色。

### 主題樂園
佛羅里達迪士尼和加州迪士尼兩座主題樂園都在《冰雪奇緣》上映前開始出現了真人扮演的安娜，以與遊客互動。在佛羅里達迪士尼，安娜與艾莎於該年10月22日時在迪士尼好萊塢影城亮相，之後又於艾波卡特主題樂園區裡的挪威館登場，亦順勢展出了《冰雪奇緣》製作時作為靈感來源的挪威文物。巴黎迪士尼樂園則在「魔幻遊行」（Disney Magic on Parade）中各替艾莎、安娜和雪寶安排了一輛《冰雪奇緣》主題花車。
安娜在迪士尼加州冒險樂園舉辦的、長達30分鐘的晚間秀「冬之夢」（Winter Dreams）中也與雪人「雪寶」（Olaf，節目主角）和艾莎一樣有登台亮相。巴黎迪士尼的夜間表演「迪士尼之夢！」中亦讓安娜和雪寶出場。在神奇王國的夜間表演秀「慶祝神奇」中，安娜在電影中的片段隨著艾莎的歌曲《放開手》演唱時，同步投映在城堡上。除此之外，為了配合《冰雪奇緣》的上映，在迪士尼郵輪「夢想號」上也為乘客舉辦了真人版安娜的角色互動秀。